# Petit-duc de Peterson
Megascops petersoni
Espèce
Synonymes
- Otus petersoni Fitzpatrick & O'Neill, 1986
(protonyme)

Statut de conservation UICN

 LC  : Préoccupation mineure
Statut CITES
Le Petit-duc de Peterson (Megascops petersoni) est une espèce d'oiseaux de la famille des Strigidae.

## Répartition
Cette espèce vit en Équateur et au Pérou.